# 보충 경계 가설
미분위상수학에서 존 C. 바에즈와 제임스 돌런이 고안한 보충 경계 가설(영어: Cobordism hypothesis)은 확장된 위상 양자장론을 분류하는 것에 관한 가설이다. 2008년에 제이콥 루리는 보충 경계 가설에 대한 증명을 제시했지만, 그의 접근 방식에 대한 자세한 내용은 2022년까지 문헌에 아직 나오지 않았다. 2021년에 다니엘 그레이디와 드미트리 파블로프는 보충 경계 가설에 대한 완전한 증명과 임의의 기하학적 구조를 가진 bordism에 대한 일반화를 주장했다.

## 공식화
완전 쌍대화 가능하며, {\displaystyle 1\leq k\leq n-1}에 대해, 모든 {\displaystyle k}-사상이 인접할 수 있는 대칭 모노이드 {\displaystyle (\infty ,n)}-범주 {\displaystyle {\mathcal {C}}}의 경우 보충 경계 범주의 {\displaystyle {\mathcal {C}}}-값 대칭 모노이드 함자와 대상 {\displaystyle {\mathcal {C}}} 사이에 전단사가 존재한다.

## 동기
아티야의 위상 양자장론 공리에 따르면, 보충 경계 범주의 대칭 모노이드 함자는 위상 양자장론에 대응한다. 위상 양자장론에 대한 보충 경계 가설은 호모토피 이론에 대한 에일렌베르크-스틴로드 공리와 비슷하다. 에일렌베르크-스틴로드 공리는 호모토피 이론이 점에 대한 값에 따라 유일하게 결정된다고 명시하고 있으며, 마찬가지로 보충 경계 가설에서는 위상 양자장론이 해당 점에 대한 값에 따라 유일하게 결정된다는 것이다. 즉, {\displaystyle {\mathcal {C}}} -값 대칭 모노이드 함자와 대상 {\displaystyle {\mathcal {C}}} 사이의 전단사는 점의 값으로 유일하게 정의된다.

## 같이 보기
- 보충 경계

## 더 읽어보기
- Freed, Daniel S. (2012년 10월 11일). “The Cobordism hypothesis”. 《Bulletin of the American Mathematical Society》 (American Mathematical Society (AMS)) 50 (1): 57–92. doi:10.1090/s0273-0979-2012-01393-9. ISSN 0273-0979.
- Seminar on the Cobordism Hypothesis and (Infinity,n)-Categories, 2013-04-22
- Jacob Lurie (4 May 2009). On the Classification of Topological Field Theories